# Volkan Geyik
Volkan Geyik (* 21. März 1991 in Çankaya, Ankara) ist ein türkischer Fußballspieler, der für MKE Ankaragücü spielt.

## Karriere
Geyik begann in der Jugend von MKE Ankaragücü mit dem Vereinsfußball. Nachdem Ankaragücü in den ersten Wochen der Saison 2011/12 in finanzielle Schwierigkeiten geriet und über einen längeren Zeitraum die Gehälter nicht zahlen konnte, verließen viele Spieler den Verein. Um die Abgänge zu kompensieren, wurden Spieler aus der Jugend- und Reservemannschaft mit Profiverträgen ausgestattet und in den Profikader aufgenommen. So wurde auch Geyik im März 2012 in den Profikader aufgenommen und kam aufgrund des Spielermangels insgesamt viermal zum Einsatz.